# アエロフロート04便墜落事故
アエロフロート04便墜落事故（アエロフロート04びんついらくじこ）は、1958年8月15日に発生した航空事故である。ハバロフスク空港よりヴヌーコヴォ国際空港へ向かっていたアエロフロート04便（ツポレフ Tu-104A）がソビエト連邦のハバロフスキー地区へ墜落、乗員乗客64名全員が死亡した。この事故はTu-104による最初の死亡事故であった。

## 事故機
事故機のツポレフ Tu-104A（CCCP-Л5442）は製造番号7350303として製造され、1957年に初飛行した。エンジンはミクーリン AM-3Mを搭載しており、総飛行時間は1,041時間、総飛行サイクルは401回であった。

## 事故の経緯
04便はハバロフスク空港からイルクーツク国際空港を経由してヴヌーコヴォ国際空港へと向かう便であった。パイロットが受け取った事故当日のハバロフスク-イルクーツク間の天気予報によれば、ハバロフスク空港の上空300 - 600 m間に積乱雲と層状雲が存在し、ビロビジャン - マグダガチ間では雷雨が存在するとのことであった。また、当時の視界は4 - 10 kmであった。04便は当初の予定より3時間35分遅れ、現地時間21時45分にハバロフスク空港を出発した。
21時50分、04便は管制より高度9,000 mを維持するよう指示された。150 kmほど飛行した後、その上空を飛行するには高度が高過ぎる積乱雲に遭遇した。そこで、04便は管制の許可を得て積乱雲を避け、管制指示に従って飛行高度を変更した。高度8,600 m地点で、パイロットはさらなる積乱雲を避けるために高度を上げる許可を管制へ求めた。この時の管制から指示は、アルハラを通過するまでは高度11,000 mで飛行し、その後は高度を9,000 mに下げるようにというものであった。しかし、高度11,000 m地点ではまだ雲が残っていたため、04便は高度12,000 mまで上昇する許可を与えられた。22時12分に04便は、高度11,600 m地点を通過して星が見えたと報告した。
22時14分、04便機長は管制へ同機が高度12,000 mへ到達したことを報告した。その際パイロットは、04便の前方に積乱雲があり、避けられない場合はハバロフスク空港へ戻ると述べていた。しかし、22時18分に管制官が04便と交信した際、同機からは興奮した声で「1分、あと1分」との返答が返って来たのみであった。1分後に再度交信を試みた際にも同様の返答が得られた。その後、22時20 - 25分間に04便はハバロフスク空港より北西へ215 km離れた密林に60度の角度で墜落し、機体の残骸が幅450 mの範囲に散乱した。04便に搭乗していた乗員乗客64人は全員死亡した。

## 事故調査
事故調査の結果、機体には密林に墜落するまでは損傷がなく、減圧が発生していたという説は否定された。また、04便の飛行経路から北に約150 - 200 m、高度11,000 - 12,000 m地点を飛行していたTu-16爆撃機より、遭遇した積乱雲内部に強力な上昇気流があったとの報告を受けた。離陸時の04便総重量は66 tであったため、標準的なエンジンの出力での安全な飛行高度は11,700 mであったが、ビロビジャン - アルハラ - マグダガチ間気象条件はパイロットが受けた説明よりも複雑であり、積乱雲は高度12,000 m以上にまで達していた。04便はその積乱雲を避けようとしたために当時の機体総重量では危険なレベルまで高度を上げ、積乱雲中の上昇気流も相まって失速した結果、エンジンがフレームアウトし、ランディングギアが展開された。エンジン停止と姿勢指示器故障に起因するパイロット空間識失調により、機体姿勢回復はほぼ不可能となっていた。
事故副因は以下の通り。
1. 管制官とパイロットによる当時の気象条件の分析が不十分であったこと。それにより、04便がフライトマニュアルに反した危険な天候の中で飛行することとなった。
2. ハバロフスク空港からの出発が3時間35分遅れたこと。その間に天候が大幅に悪化した。
3. 出発前の航空士準備が不十分であったこと。
4. パイロットが受取った天気予報に雲頂高度が明記されていなかったこと。
5. 所定離陸重量があるTu-104の安全な最高飛行高度の明確な指標がなかったこと。
6. 失速時の手順が定められていなかったこと。

04便の後に発生した事故により、Tu-104は晴天や雷雨に近い特定の気象条件の中で飛行すると縦方向の安定性を失いやすく、それがランディングギア展開やエンジン・姿勢指示器故障へ繋がる可能性があることが示された。